# Gele spitskopmot
De gele spitskopmot (Ypsolopha sylvella) is een vlinder uit de familie van de spitskopmotten (Ypsolophidae). De wetenschappelijke naam is gepubliceerd in 1767 door Linnaeus.
De soort komt voor in Europa.